# Edgar Wickner Percival
Edgar Wikner Percival (* 23. Februar 1897 in Albury, Australien; † 21. Januar 1984) war ein britischer Pilot und Flugzeugkonstrukteur.

## Leben
Edgar Wikner Percival war das Enkelkind von Pontus Wikner. Nach dem Abschluss des Sydney Technical Colleges studierte er an der Sydney University.
Percival diente während des Ersten Weltkrieges zunächst im 7. Australian Light Horse, später im Royal Flying Corps in der No. 60 Squ. an der Westfront – zeitweise unter Billy Bishop – und im No. 111 Squ. im Mittleren Osten.  Während seiner RAF-Dienstzeit in Ägypten konstruierte er ein Flugzeug auf Basis der  Bristol F.2B, das er selbst einflog und testete. Schließlich wurde er in den Rang eines Hauptmanns befördert.
Nach der Demobilisierung in Ägypten kaufte er drei überzählige Flugzeuge der RAF (zwei Avros und eine D.H.6) und verschiffte sie nach Australien. Er betrieb dort anschließend mit den Flugzeugen eine Charterfluggesellschaft. 1924 schrieb der Australische Luftfahrt Club einen Wettbewerb für das modernste Leichtflugzeug aus, den Percival gewinnen konnte. Er erhielt 94 % der Gesamtprämie über 1000 £. Weiterhin konnte er in dieser Zeit auch einige Luftrennen gewinnen, so etwa das Melbourne Herald Air Race.
1929 kehrte er nach Großbritannien zurück, um dort Testpilot des Luftfahrtministeriums zu werden. Während seiner Arbeit bei der Bristol Aeroplane Company entwarf und baute er 1930 den Prototyp der Percival Vega Gull, den ersten freitragenden Tiefdecker im Bereich des British Empire überhaupt.
Seine umfangreiche Erfahrung im Entwurf und Betrieb von Flugzeugen und nicht zuletzt der kommerzielle Erfolg der Gull führten 1933 zur Gründung der Percival Aircraft Co. Percival war Chefkonstrukteur und Firmenchef in einer Person. Seine Entwürfe bestachen durch klare Linien und eine hohe Leistungsfähigkeit. Auf einem Rekordflug mit einer Percival Gull Four benötigte Charles Kingsford Smith lediglich 7 Tage, 4 Stunden und 50 Minuten, um von England nach Australien zu gelangen.
Weitere Rekorde mit der Vega Gull wurden von der neuseeländischen Pilotin Jean Batten aufgestellt, zum Beispiel 1936 auf der Strecke England–Neuseeland. Ihre Vega Gull ist im Auckland International Airport ausgestellt.
Während des Zweiten Weltkrieges ging Percival in die Vereinigten Staaten und verkaufte 1944 seine Anteile an der Percival Aircraft Ltd. an die Hunting Group. 1948 wurde er US-amerikanischer Staatsbürger. 1954 entschloss sich Percival, sich mit der Edgar Percival Aircraft Ltd. erneut selbstständig zu machen, um weitere eigene Ideen zu verwirklichen.